# The X-Files: juego de cartas coleccionables
The X-Files: juego de cartas coleccionables (The X-Files Collectible Card Game en su título original en inglés, frecuentemente abreviado como XF:CCG o X-Files CCG) es un juego de cartas coleccionables basado en el universo de la serie de televisión The X-Files. Fue creado por la US Playing Card Company (USPCC).

## Historia
El Premier Set fue publicado en 1996. Un año después la USPCC lanzó la primera expansión, 101361, una segunda edición conocida como The Truth Is Out There, y varias cartas promocionales. La segunda expansión, 22364 fue terminada y estaba lista para ser producida aparentemente cuando el juego se canceló en 1997.

## Sets

### Sets completos
Los siguientes sets completos fueron creados por la USPCC:
- Premier (1996) – Este fue el primer set tanto en formato de mazo de 60 cartas como en sobres de 15 cartas. El set contenía 354 cartas distintas. Las imágenes de las cartas y los diseños procedían de las dos primeras temporadas de The X-Files.
  - Los mazos venían con 2 libros de reglas (Básico y Avanzado), con algunas cartas marcadas con una "X" verde en la esquina superior izquierda indicando que eran específicas del modo avanzado. Cada mazo venía con uno de los 5 paquetes de 50 cartas, más 10 cartas al azar incluyendo comunes, poco comunes y raras. Sólo se podía encontrar a los agentes básicos en estos mazos.
  - Los packs de refuerzo contenían 15 cartas al azar. Las cartas ultra-raras sólo se podían encontrar en estos packs, que sustituían a una de las cartas raras. Estas cartas ultra-raras incluían variaciones de los agentes Fox Mulder, Dana Scully, Alex Krycek y Walter Skinner, así como cartas de Garganta Profunda, X, the Lone Gunmen y eventos de las dos temporadas.

- 101361 (1997) – Este set de 125 cartas llamado después cumpleaños de Fox Mulder, contenía imágenes y diseños de la tercera temporada de The X-Files. El set incluía cartas ultra-raras, y se caracterizó por no incluir cartas de Combate o de Expedientes.

- The Truth Is Out There (1997) – Este set de 354 cartas se es la segunda edición del set original. Treinta cartas se quitaron de la lista original, incluyendo todas las cartas ultra-raras y algunos cartas raras problemáticas que se reemplazaron por un nuevo conjunto de cartas raras y ultra-raras.
  - Para corregir problemas colaterales y quejas en general sobre los refuerzos de los sets y refuerzos Premier, se introdujeron una serie de cambios. Primero, las cartas de Expediente sólo estaban disponibles en mazos. Esto evitó que los coleccionistas tuvieran un montón de cartas de expediente conseguidas en los mazos de refuerzo. Además, los packs de 50 cartas fueron mejor organizados, y cada mazo contenía un número del 1 al 5 para indicar que mazo se estaba comprando.
  - Además para animar a coleccionar las cartas y facilitar encontrar las cartas más extrañas se cambió la calificación de varias cartas raras a poco comunes o viceversa.

### Objetos promocionales
Las siguientes cartas promocionales fueron creadas por USPC:
- The Gen Con Deck (1996) – En la Gen Con '96, estos mazos se usaron para enseñar el juego a jugadores potenciales. Después de las demostraciones los mazos fueron teóricamente destruidos pero parece ser que no todos. Hay dos versiones del mazo, uno que fue juntado y otro que fue guardado en una caja blanca etiquetada como "Top Secret/Classified" (Alto secreto/Clasificado). Estos mazos tienen una serie de características únicas que hicieron que fueran muy buscados.
  - Las cartas se caracterizan por tener esquemas de diseño tempranos e imágenes des aspecto rudo para los iconos Conspiracy y Resource Point.
  - Contenían dos futuras cartas promocionales: "Alien Technology" y "Fighter Interceptor".
  - Varias cartas tenían nombre e imágenes alternativas.
  - Incluyen la carta "Scully's Dream, Georgetown, MD", que no está en otros sets.
  - En el reverso de las cartas se puede leer "For Demonstration Purposes Only" (Sólo para muestra).
  - Cada carta está numerada individualmente siguiendo el formato "XF96-00XX GCon".

### Prototipos de cartas
Se diseñaron algunas cartas y objetos que nunca fueron publicados oficialmente:
- Pewter Agents Mulder and Scully (¿1997?) – Hay poca información sobre estas cartas. Según a ciertas fuentes, estas cartas se intentaron vender como una promoción especial o una edición coleccionista,[1] y los pedidos se enviaron después de que el juego fuera cancelado. Un prototipo de carta aparecido en eBay en algún momento entre diciembre de 2004 y enero de 2005 por un elevado precio.[2]